# Fabian Lüthi
Fabian Lüthi (* 21. August 1989 in Lützelflüh) ist ein Schweizer Eishockeyspieler, der zuletzt bis zum Saisonende 2020/21 beim EHC Biel in der Schweizer National League spielte.

## Karriere

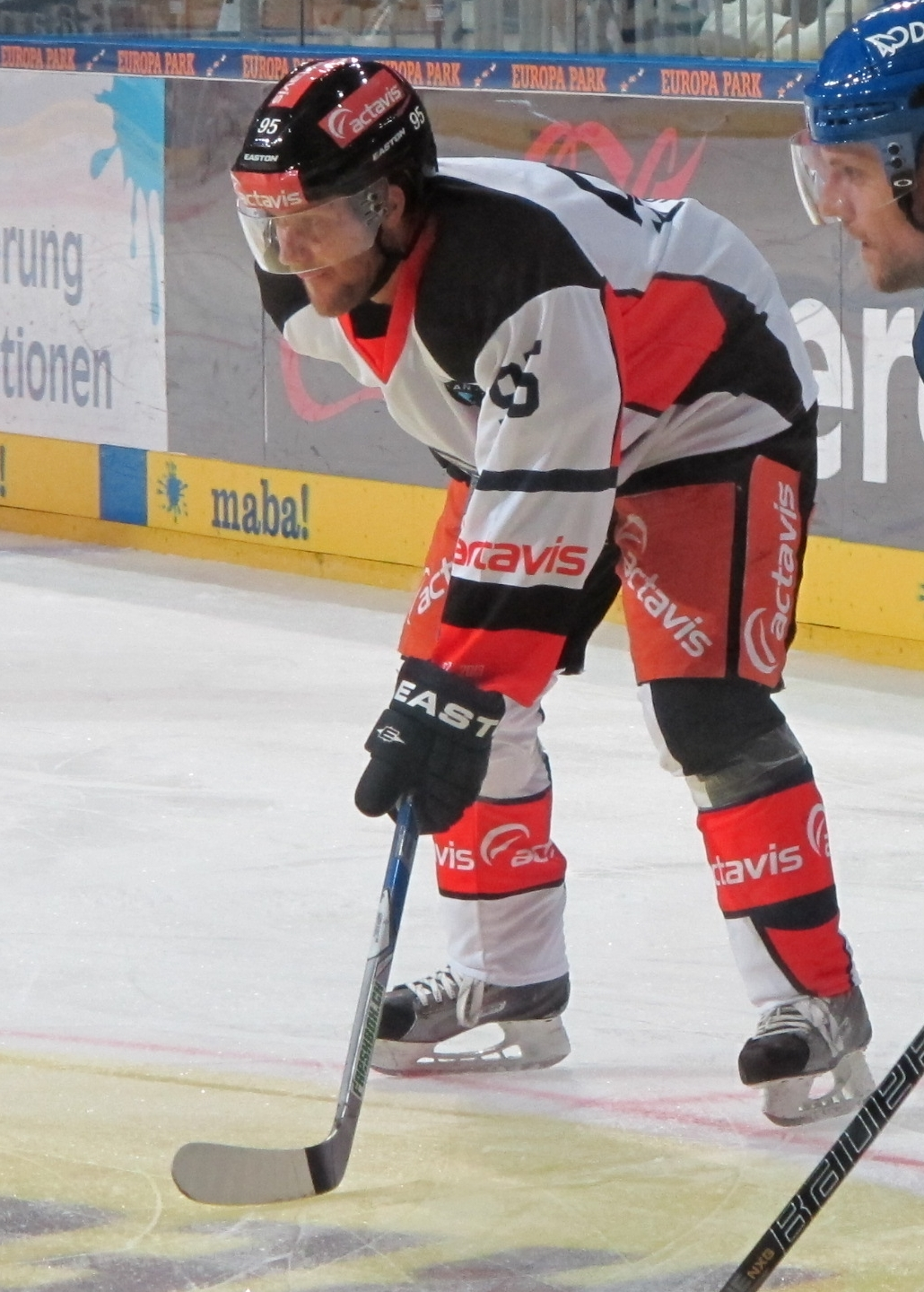
Fabian Lüthi im Trikot des EV Zug

Mit dem Eishockey begann Lüthi bei den Junioren des HC Münchenbuchsee-Moosseedorf, bevor er in die Nachwuchsabteilung des SC Bern wechselte. Es folgte ein weiterer Wechsel zu den Junioren des EV Zug. In der Saison 2007/08 gab er sein Debüt in der ersten Mannschaft des EVZ. In den folgenden Saisons etablierte er sich dort als Stammspieler. Zur Saison 2013/14 folgte der Wechsel zum HC Ambrì-Piotta. Bei den Leventinern spielte er zwei Saisons, bevor er zur Saison 2015/16 zum EHC Biel wechselte. Lüthi spielt auf der Position des linken Flügels.

## Karrierestatistik
(Legende zur Spielerstatistik: Sp oder GP = absolvierte Spiele; T oder G = erzielte Tore; V oder A = erzielte Assists; Pkt oder Pts = erzielte Scorerpunkte; SM oder PIM = erhaltene Strafminuten; +/− = Plus/Minus-Bilanz; PP = erzielte Überzahltore; SH = erzielte Unterzahltore; GW = erzielte Siegtore; 1 Play-downs/Relegation; Kursiv: Statistik nicht vollständig)